# VPT
VPT (Vervoer Per Trein) was het programma van de spoorwegen voor de ontwikkeling van nieuwe informatie- en communicatiesystemen voor de planning en bijsturing van het railverkeer. Het project leverde meerdere systemen op, zoals:
- Post21 treindienstleiding, bestaande uit
  - Treinnummervolgsysteem  TNV, dat nu vervangen is door TROTS
  - Procesleidingsysteem PRL, met het onderdeel ARI (zie het artikel treindienstleider)
  - Treinbesturingssystemen zoals EBP, KEV en KBV, die vanaf 2015/2016 worden vervangen door ASTRIS
  - Communicatiesysteem INTTEL (INTegratie TELecommunicatie), op basis van een arbitragesysteem
- Het verkeersleidingsysteem VKL voor de netwerkbesturing van heel Nederland, dat in 2014 is vervangen door VOS.
- Planningssysteem Lokaal Plan, dat (grotendeels) is vervangen door DONNA